# Sebastiano Conca

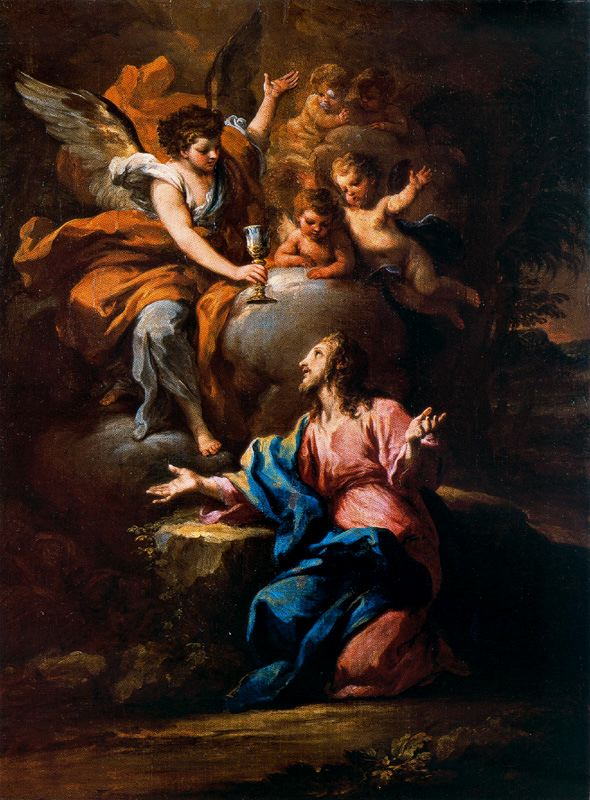
Cristo en el Jardín de Getsemaní, Pinacoteca Vaticana, Roma.

Sebastiano Conca (Gaeta, 8 de enero de 1680 - Nápoles, 1 de septiembre de 1764) fue un pintor italiano activo durante el Barroco. Fue uno de los más aclamados artistas de su época, y tuvo la oportunidad de realizar obras de gran envergadura, en las que combinó la grandiosidad típica del Barroco tardío y el estilo clasicista de Carlo Maratta.

## Biografía

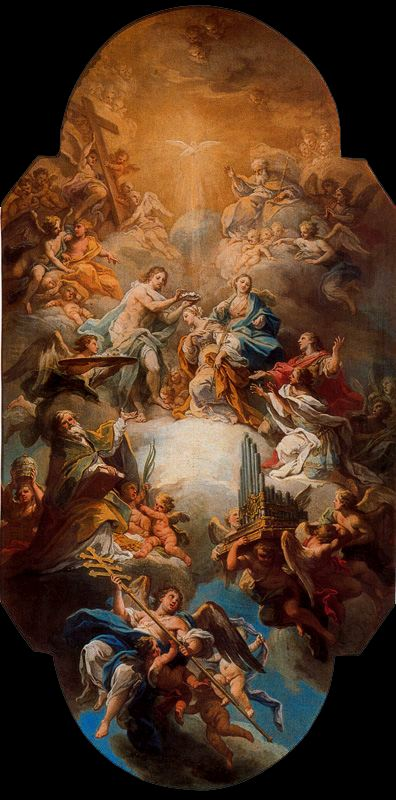
Gloria de Santa Cecilia, Palazzo Pitti, Florencia.

Nacido en Gaeta, marchó a Nápoles en 1690, realizando (a partir de 1693) su aprendizaje en el taller de Francesco Solimena, a quien ayudó (1703) en los trabajos de decoración de la Abadía de Montecassino. En 1706, junto a su hermano Giovanni, que siempre actuó como ayudante suyo, se instaló en Roma. Consiguió la protección del Cardenal Ottoboni, que le introdujo en la corte del papa Clemente XI. Su primer trabajo para el pontífice fue un Jeremías para San Juan de Letrán, que fue bien recibido.
Colaboró con Maratta en la Coronación de Santa Cecilia para la iglesia de Santa Cecilia in Trastevere (1721-1724). Fue admitido (1718) en la Accademia di San Luca, de la que llegó a ser director en dos períodos (1729-1731 y 1739-1741).
Volvió a Nápoles en 1752, donde disfrutó del mecenazgo del rey Carlos VII, para quien pintó cinco grandes lienzos en el Palacio de Caserta, actualmente perdidos. Otros trabajos de esta época fueron los frescos para la iglesia de Santa Chiara y sus decoraciones en los benedictinos de Aversa (1761) o su Historia de San Francisco de Paula en Castellammare di Stabia.
Trabajó en varias etapas para los Saboya, decorando el Palacio Real de Turín, el Oratorio de Venaria y la basílica de Superga.
En 1739 publicó sus Ammonimenti, un libro que mezclaba lecciones sobre técnica pictórica y enseñanzas morales. Conca fue un activo dibujante, arte que practicó con dedicación en los principios de su carrera. Continuó activo hasta edad muy avanzada.
Entre sus alumnos destacaron Pompeo Batoni, Andrea Casali, Placido Campoli, Corrado Giaquinto, Gaetano Lapis, Salvatore Monosilio, Literio Paladini, Francesco Preziao, Rosalba Maria Salvioni, Gasparo Serenari y Agostino Masucci.

## Valoración crítica

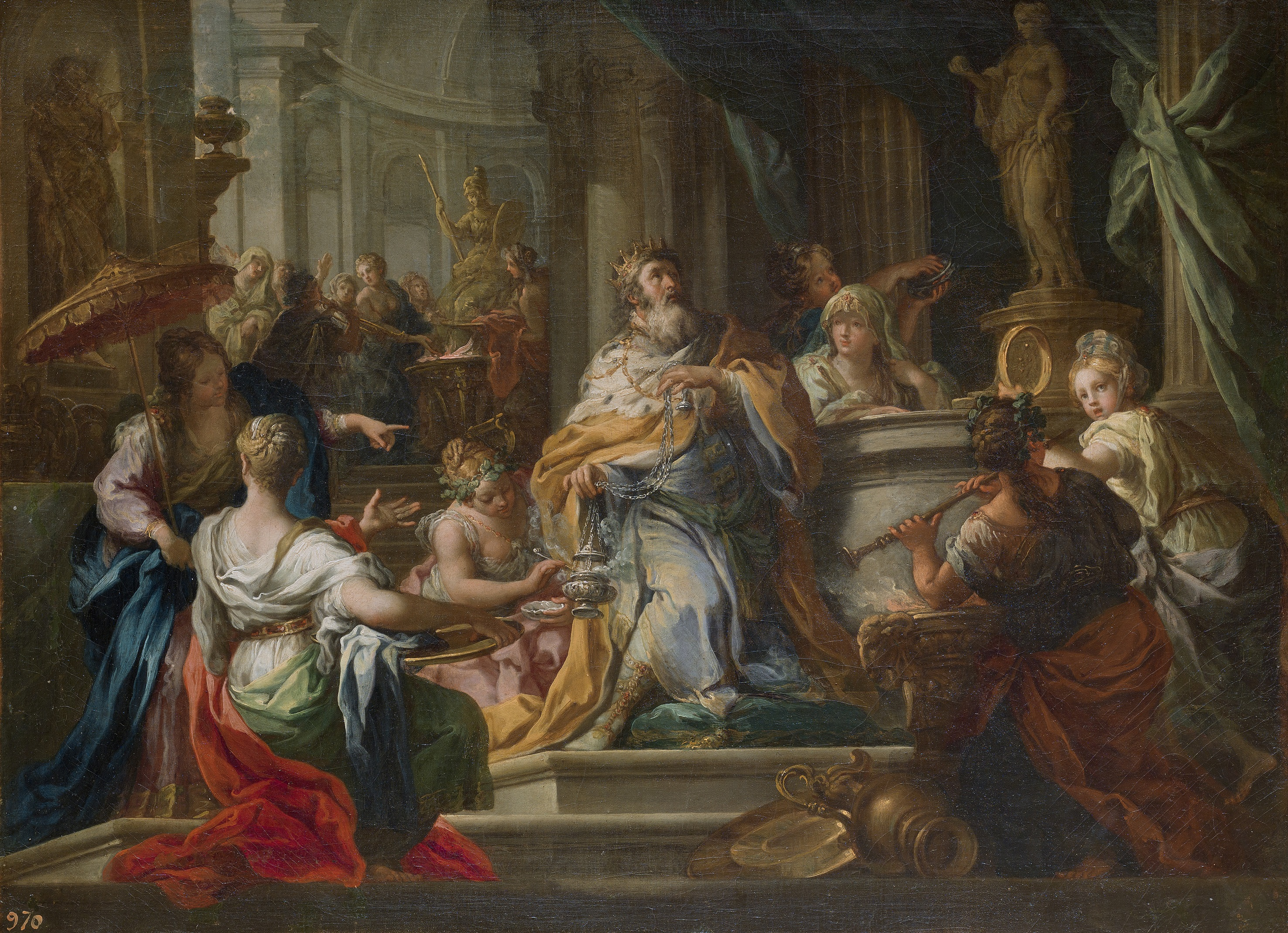
Idolatría de Salomón, Museo del Prado, Madrid.

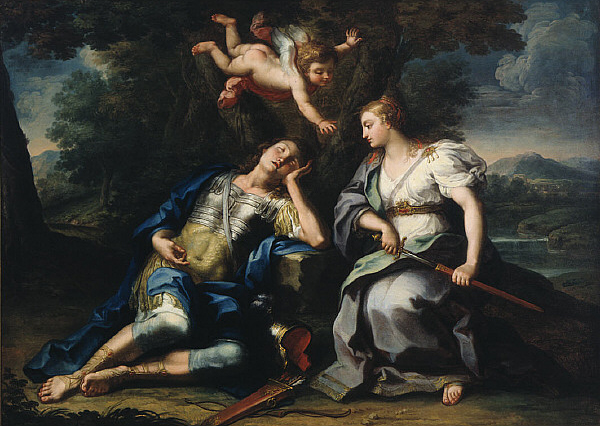
Rinaldo y Armida, Saint Louis Art Museum.

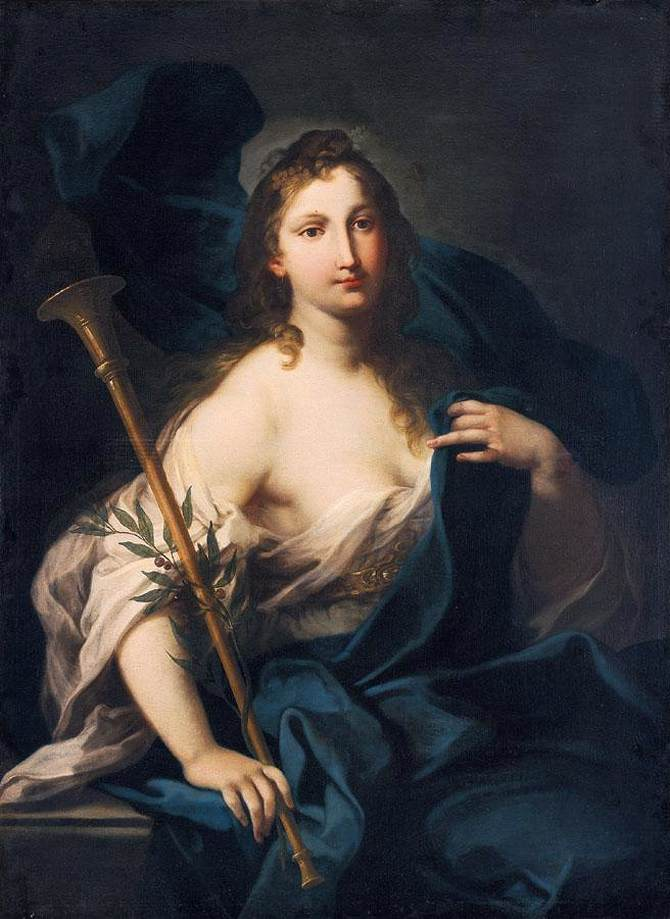
La Fama, colección particular.

Sebastiano Conca es un artista arquetípico del último Barroco. Capaz de crear escenas de una enorme grandiosidad, no puede evitar un cierto distanciamiento de sus temas, llenos de multitud de figuras alegóricas como angelitos (putti) meramente ornamentales. Incluso en obras de cierta introspección temática (Rinaldo y Armida, Cristo en el Jardín de Getsemaní), siempre incluye alguna nota academicista, como un Cupido o una cascada de ángeles. Su estilo sustituye la emoción o la espiritualidad por la ejecución competente de unas fórmulas perfectamente aprendidas. Es una especie de barroco manierista, que lo aleja de sus fuentes originales de inspiración, Annibale Carracci o Pietro da Cortona, y lo hermanan con Luca Giordano, con quien inaugura lo que acabará siendo el Rococó.

## Obras destacadas

### Obras de caballete
- Adoración de los Reyes Magos (1707, Musée des Beaux-Arts, Tours)
- Adoración de los Pastores (1720, Getty Center, Los Angeles)
- Sagrada Familia con Santa Ana, San Juan Bautista y San Zacarías (1723, Dulwich Picture Gallery, Londres)
- Rinaldo y Armida (1725-30, Saint Louis Art Museum)
- Sibila (1726, Museum of Fine Arts, Boston)
- Milagro de Santo Toribio, arzobispo de Lima (1726, Pinacoteca Vaticana, Roma)
- Visión de Eneas en los Campos Eliseos (c. 1735-40, Museo Ringling)
- Lienzos alegóricos del Palazzo Lomellini-Doria, Génova (1738-40)
- Martirio de San Sebastián (1740, Iglesia de San Sebastián, Salamanca)[1]
- Gloria de Santa Cecilia (Palazzo Pitti, Florencia)
- Presentación de María en el Templo (Convento de la Presentación en el Templo, Monte Argentario)
- Educación de Aquiles (Museo del Prado, Madrid)
- Bautismo de Cristo (Museo Civico, Teramo)
- La Fama (Colección particular)
- Cristo en el Jardín de Getsemaní (1746, Pinacoteca Vaticana, Roma)
- Deposición de la Cruz (1746, Pinacoteca Vaticana, Roma)
- Alejandro Magno en el Templo de Jerusalén (1746, Museo del Prado, Madrid)
- Vida de San Ignacio de Loyola (1749-1753, Claustro del Real Colegio del Espíritu Santo, Salamanca)[2]
- Historia de San Francisco de Paula, Santa Maria di Pozzano, Castellammare di Stabia (1762-63)

### Decoraciones al fresco
- Frescos del Oratorio de San Filippo y Santa Teresa, Venaria (1721-25)
- Coronación de Santa Cecilia (1725, Santa Cecilia, Roma)
- Frescos de la basílica de Superga (1726)
- Frescos del Palacio Real de Turín (1733)
- Frescos del Ospedale di Santa Maria della Scala, Siena.
- Frescos de Santa Chiara, Nápoles (1752-54)

## Enlaces externos

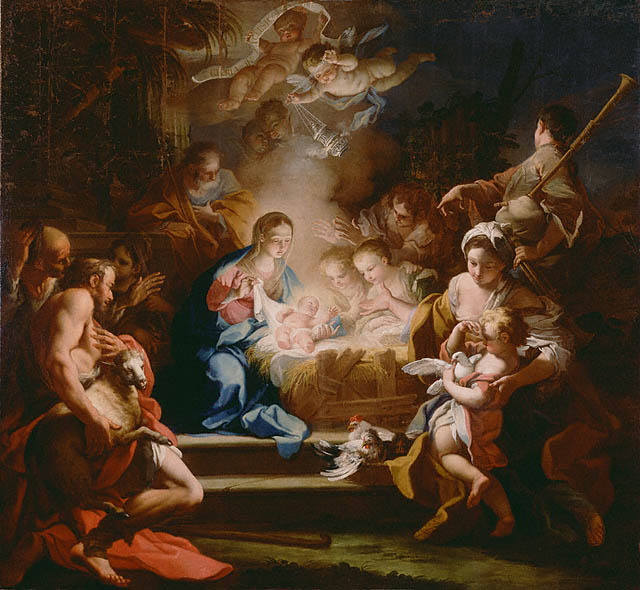
Adoración de los Pastores, Museo J. Paul Getty, Los Angeles.